# Rue Marie-Louise-Dubreil-Jacotin
La rue Marie-Louise-Dubreil-Jacotin est une voie du 13e arrondissement de Paris, en France.

## Situation et accès
La rue Marie-Louise-Dubreil-Jacotinn relie la rue Hélène-Brion et la rue Françoise-Dolto, auxquelles elle est perpendiculaire.

## Origine du nom
Elle porte le nom de Marie-Louise Dubreil-Jacotin (1905-1972), qui est la première mathématicienne nommée professeure à l'université en France, en 1938.

## Historique
Cette voie privée est créée dans le cadre de l'aménagement de la ZAC Paris-Rive-Gauche sous le nom provisoire de « voie FE/13 » et prend sa dénomination actuelle le 30 janvier 2008.

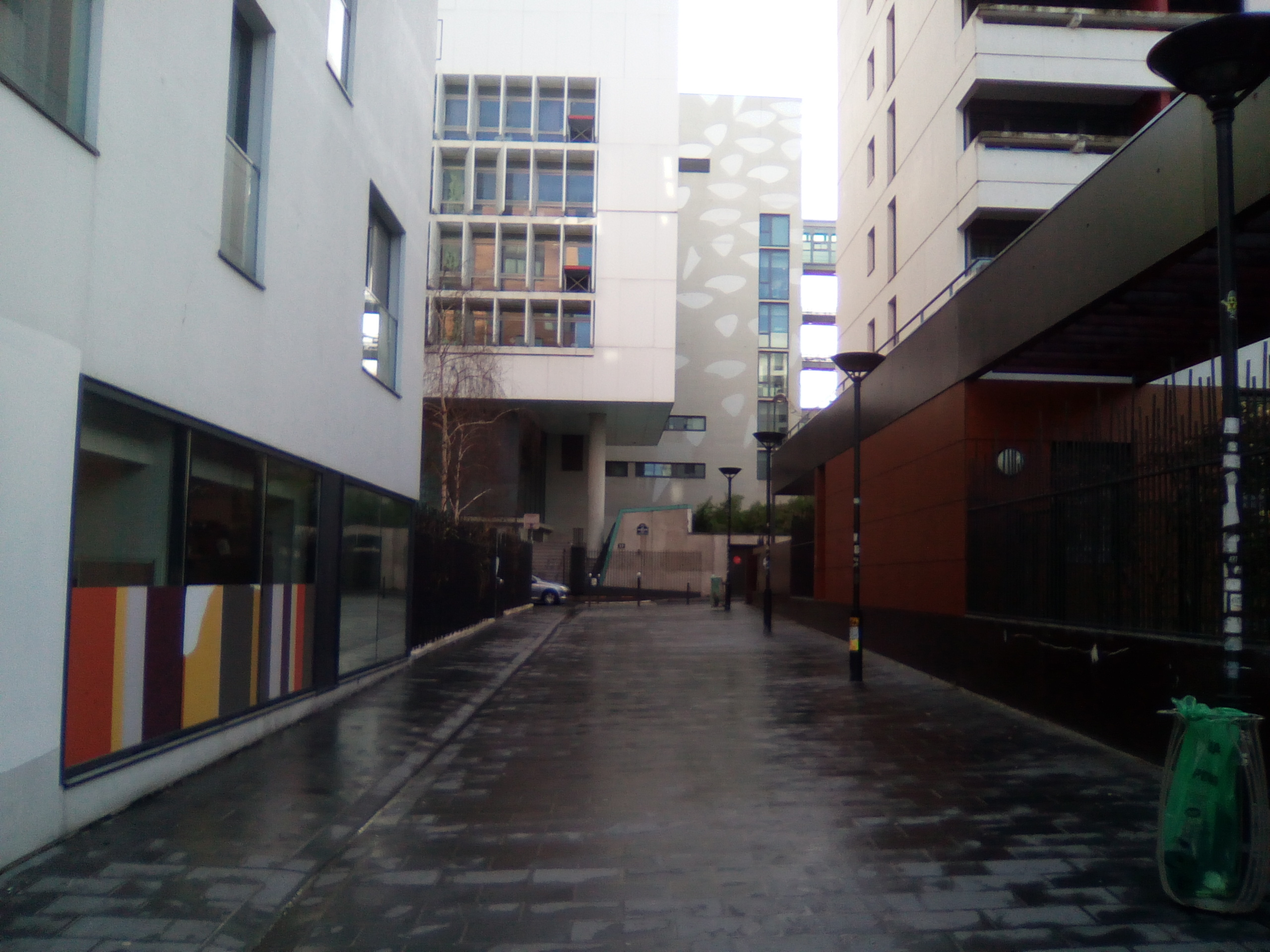
Vue de la rue, depuis la rue Françoise-Dolto.